# T'Boli
T'Boli ist eine philippinische Stadtgemeinde in der Provinz South Cotabato. Sie hat 91.453 Einwohner (Zensus 1. August 2015). Die Gemeinde liegt im Daguma-Gebirge, in diesem liegt der aktive Vulkan Parker und der Maughan-See auf dem Gemeindegebiet. 

## Baranggays
T'boli ist administrativ in 25 Baranggays unterteilt.
| - Basag - Edwards (Pob.) - Kematu - Laconon - Lamsalome - New Dumangas - Sinolon - Lambangan - Maan - Afus - Lambuling - Lamhako - Poblacion | - Talcon - Talufo - Tudok - Aflek - Datal Bob - Desawo - Dlanag - Lemsnolon - Malugong - Mongocayo - Salacafe - T'bolok |